# 아이슬란드의 지역

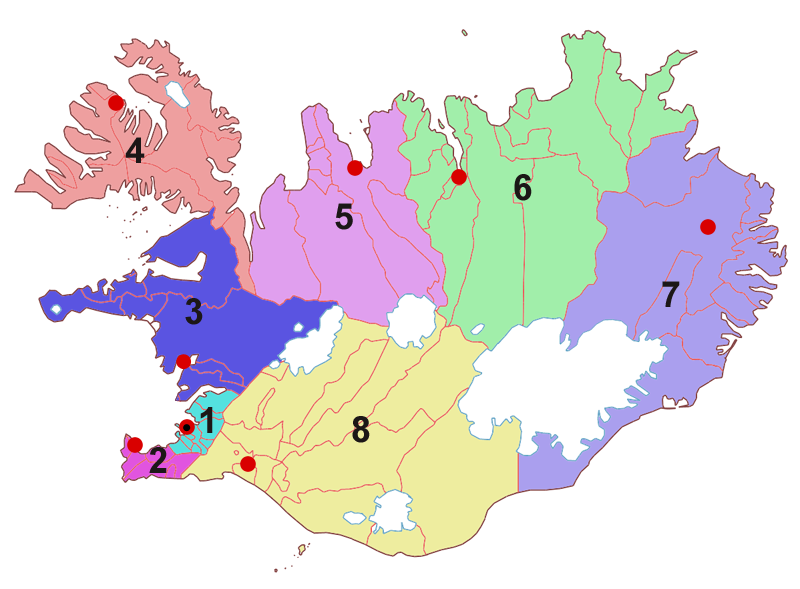
ISO 3166에 따른 아이슬란드의 각 지역, 흰 부분은 빙하지대를 뜻한다.

아이슬란드에는 8개의 지역이 있으며 주로 통계 목적으로 쓰인다. 지방 재판소 또한 이 지역 구분을 따른다. 우편번호 또한 몇 가지 예외를 제외하고는 이 지역 구분을 따른다. 2003년까지는 아이슬란드 의회 선거를 할 때 선거구를 나누는 데 쓰기도 했다. 인구 조사 등의 통계 목적으로 사용될 때를 제외하고 이러한 지역 구분은 레이캬비크가 특수 구역이며 현재의 대레이캬비크를 둘러싼 지역을 레이캬네스(현재는 쉬뒤르네스)라고 부르던 예전의 정의에 기초한다.
이 지역들은 법으로 정의되지 않았으며 그러므로 공식적인 발표나 지역적 기능을 행사하지 않는다.

## 아이슬란드 각 지역의 대략적인 정보
| 번호 | 이름                    | 아이슬란드어      | 지역명 뜻      | 인구 2008-07-01 | 면적 (km2) | 인구밀도/ km2 | ISO 3166 | 위치 |
| ---- | ----------------------- | ----------------- | -------------- | --------------- | ---------- | ------------- | -------- | ---- |
| 1    | 회뷔드보르가르스바이디  | Höfuðborgarsvæði  | 대레이캬비크   | 200 969         | 1 062      | 167.61        | IS-1*    |      |
| 2    | 쉬뒤르네스              | Suðurnes          | 남부반도       | 21 431          | 829        | 20.18         | IS-2     |      |
| 3    | 베스튀를란드            | Vesturland        | 서아이슬란드   | 15 601          | 9 554      | 1.51          | IS-3     |      |
| 4    | 베스트피르디르          | Vestfirðir        | 서피오르       | 7 279           | 9 409      | 0.85          | IS-4     |      |
| 5    | 노르뒤를란드 베스트라   | Norðurland vestra | 북서아이슬란드 | 7 392           | 12 737     | 0.73          | IS-5     |      |
| 6    | 노르뒤를란드 에이스트라 | Norðurland eystra | 북동아이슬란드 | 28 925          | 21 968     | 1.21          | IS-6     |      |
| 7    | 외이스튀를란드          | Austurland        | 동아이슬란드   | 13 786          | 22 721     | 0.52          | IS-7     |      |
| 8    | 쉬뒤를란드              | Suðurland         | 남아이슬란드   | 23 972          | 24 526     | 0.87          | IS-8     |      |
|      | 전체                    |                   | 아이슬란드     | 319 355         | 102 928    | 3.1           |          |      |

* 알림: 레이캬비크는 대레이캬비크 지역에 속하지만 ISO 코드는 IS-0이다.

## 같이 보기
- 아이슬란드의 행정 구역
- 아이슬란드의 주